# Guntis Osis
Guntis Osis (n. 30 octombrie 1962, Talsi⁠(d), Republica Sovietică Socialistă Letonă, URSS) este un bober ce a reprezentat Letonia, medaliat olimpic. A participat la o ediție a Jocurilor Olimpice (1988) în care a câștigat o medalie de bronz.

## Participări
Lista de mai jos prezintă principalele competiții la care a participat Guntis Osis de-a lungul carierei.
- bobsleigh at the 1988 Winter Olympics[*]